# Załęże-Eliasze
Załęże-Eliasze (prononciation : [zaˈwɛ̃ʐɛ ɛˈljaʂɛ]) est un village polonais de la gmina de Różan dans le powiat de Maków de la voïvodie de Mazovie dans le centre-est de la Pologne.

## Histoire
De 1975 à 1998, le village appartenait administrativement à la voïvodie d'Ostrołęka.